# Pico Brown

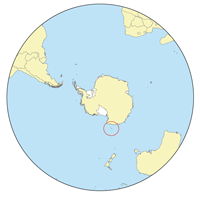
Ubicación de las islas Balleny.

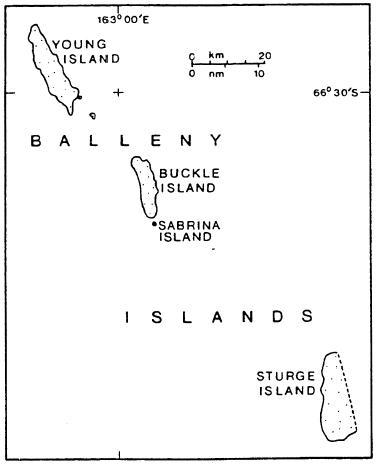
La isla Sturge es la isla en el extremo sur de las islas Balleny.

El pico Brown es un estratovolcán en la Antártida, es el punto más elevado de las islas Balleny. Se encuentra ubicado en el sector norte de la isla Sturge.

## Descubrimiento y nombramiento
John Balleny descubrió el pico Brown en febrero de 1839, y lo nombró en honor a W. Brown, un comerciante que proveyó apoyo financiero para la expedición Enderby Brothers'. En 1841, el capitán James Clark Ross, avistó las islas en su expedición a la Antártida, le dio el nombre de pico Russell.